# دبیرستان عمر خیام
دبیرستان عمر خیّام با نام رسمی دبیرستان حکیم عمر خیّام نیشابوری، (ساختهٔ :۱۹۴۰م) کهن‌ترین دبیرستان و آموزشگاه نوین در نیشابور و استان خراسان است که درگاهش به روی میدان خیام است. این دبیرستان در تاریخ ۸ مرداد ۱۳۸۱ در آثار ملی ایران با شمارهٔ ۵۹۰۲ ثبت شد.
شعارش «توانا بود هر که دانا بود» و مساحتش حدود ۹۰۰۰ متر است. هر ساله هم‌زمان با روز ملی عمر خیام، زنگی به یادبود او در این مدرسه نواخته می‌شود و مراسمی نیز برپا می‌گردد. رئیس این دبیرستان در مراسمی در سال ۱۳۸۹، خبر از تخریب بخشی از این مدرسه  از جمله کتابخانه، آزمایشگاه و بخشی دیگر را داد.
در ۲۸ اردیبهشت ۱۳۹۵، موزهٔ تاریخ آموزش نیشابور در این دبیرستان گشایش یافت.
این بنا در جنوب میدان‌ خیام و در نزدیکی کاروانسرای‌ شاه‌ عباسی‌ نیشابور قرار دارد. 
سردر ورودی دبیرستان عمر خیام نیشابوری از آثار محمدقاسم اخویان است.

## نگاره‌ها

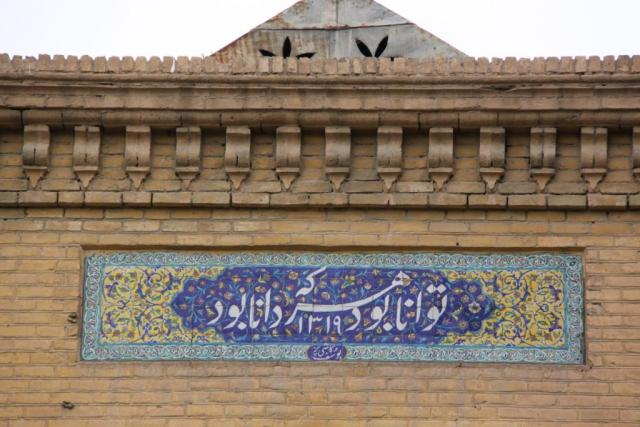
کاشی کاری در بنای دبیرستان خیام
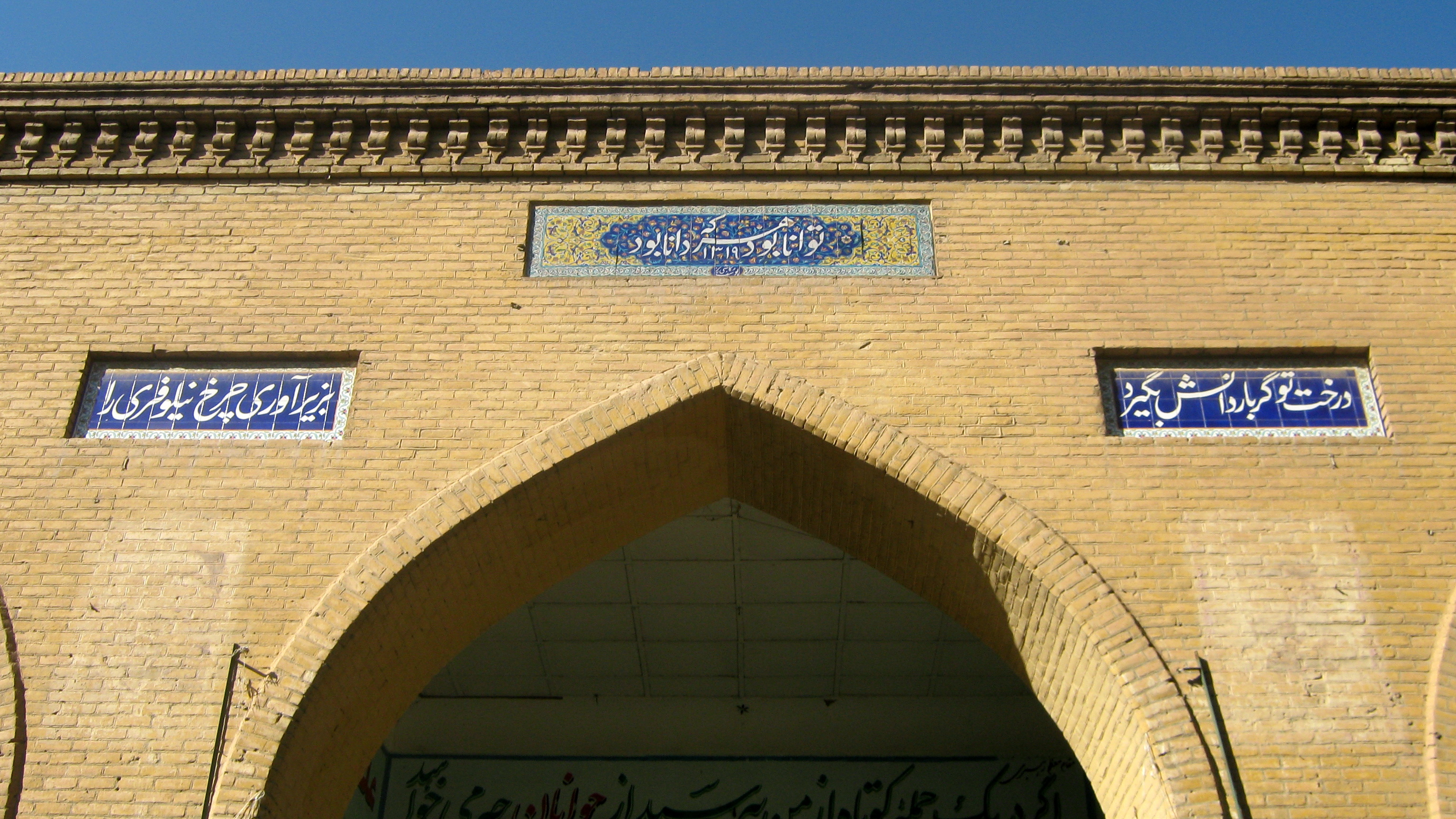
دبیرستان حکیم عمر خیام نیشابوری
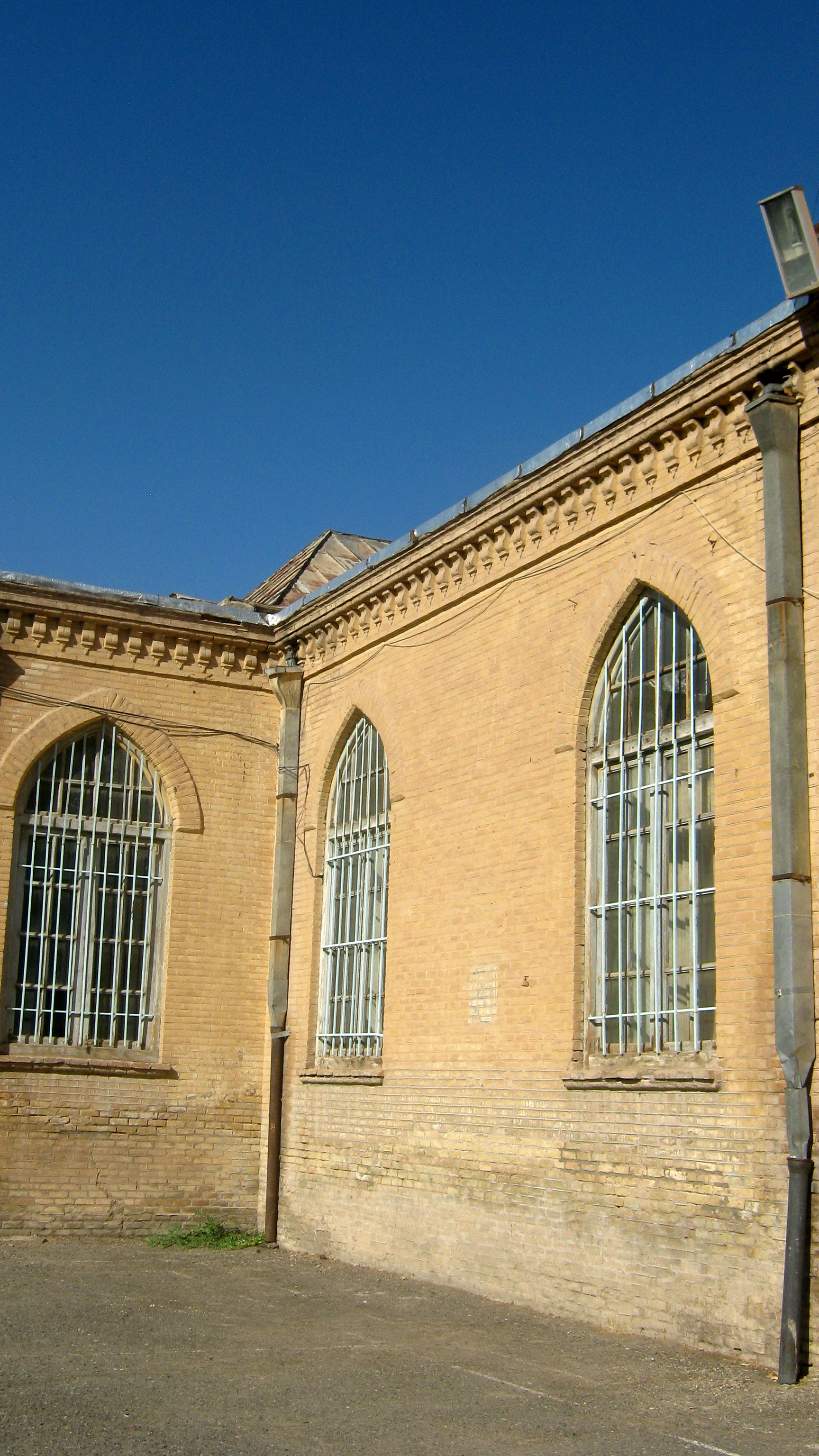
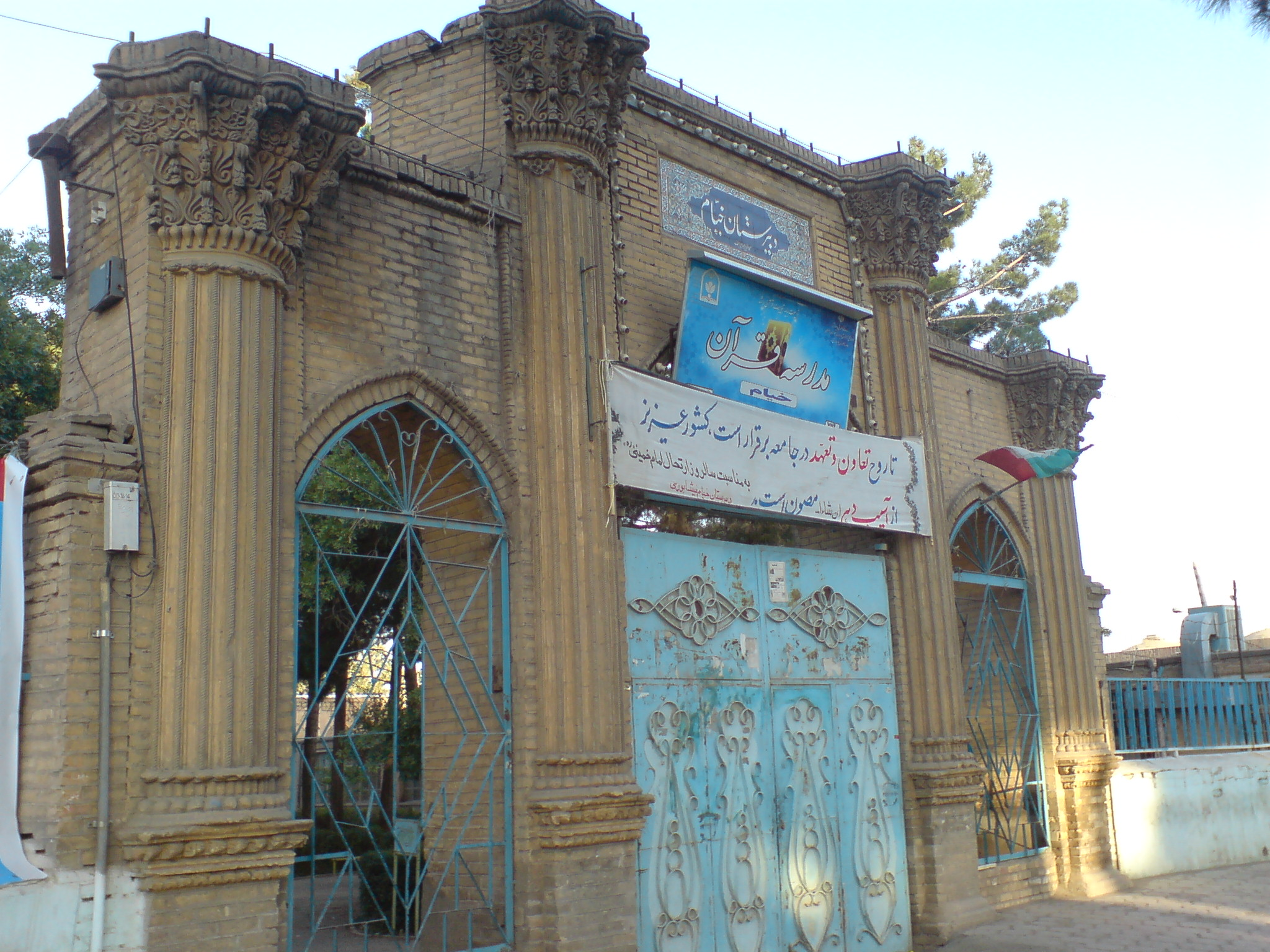
سردر دبیرستان عُمر خیام در آواخر دهه ٨٠ خورشیدی
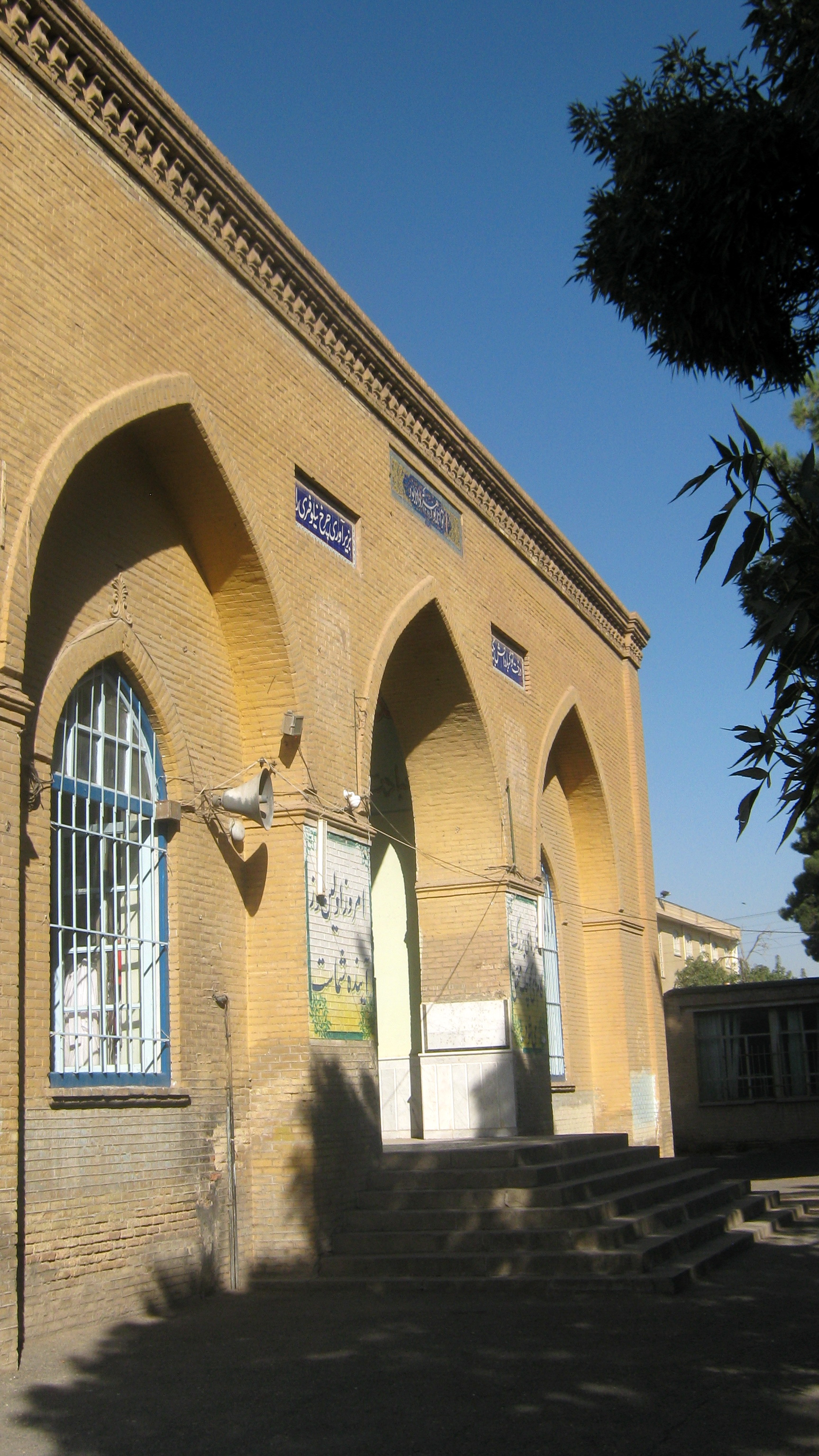
ساختمان اصلی دبیرستان
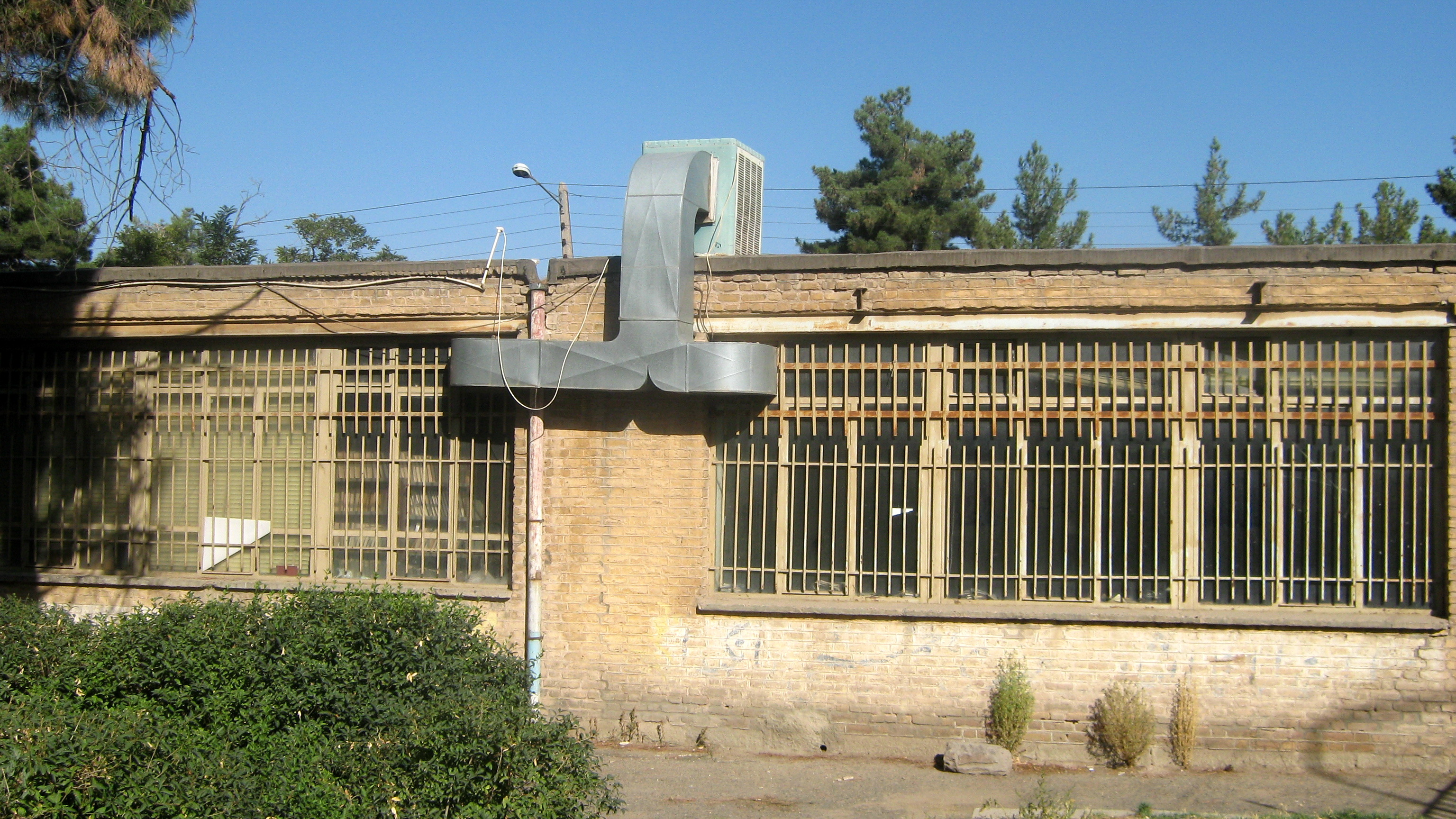
کتابخانه دبیرستان که تخریب شده
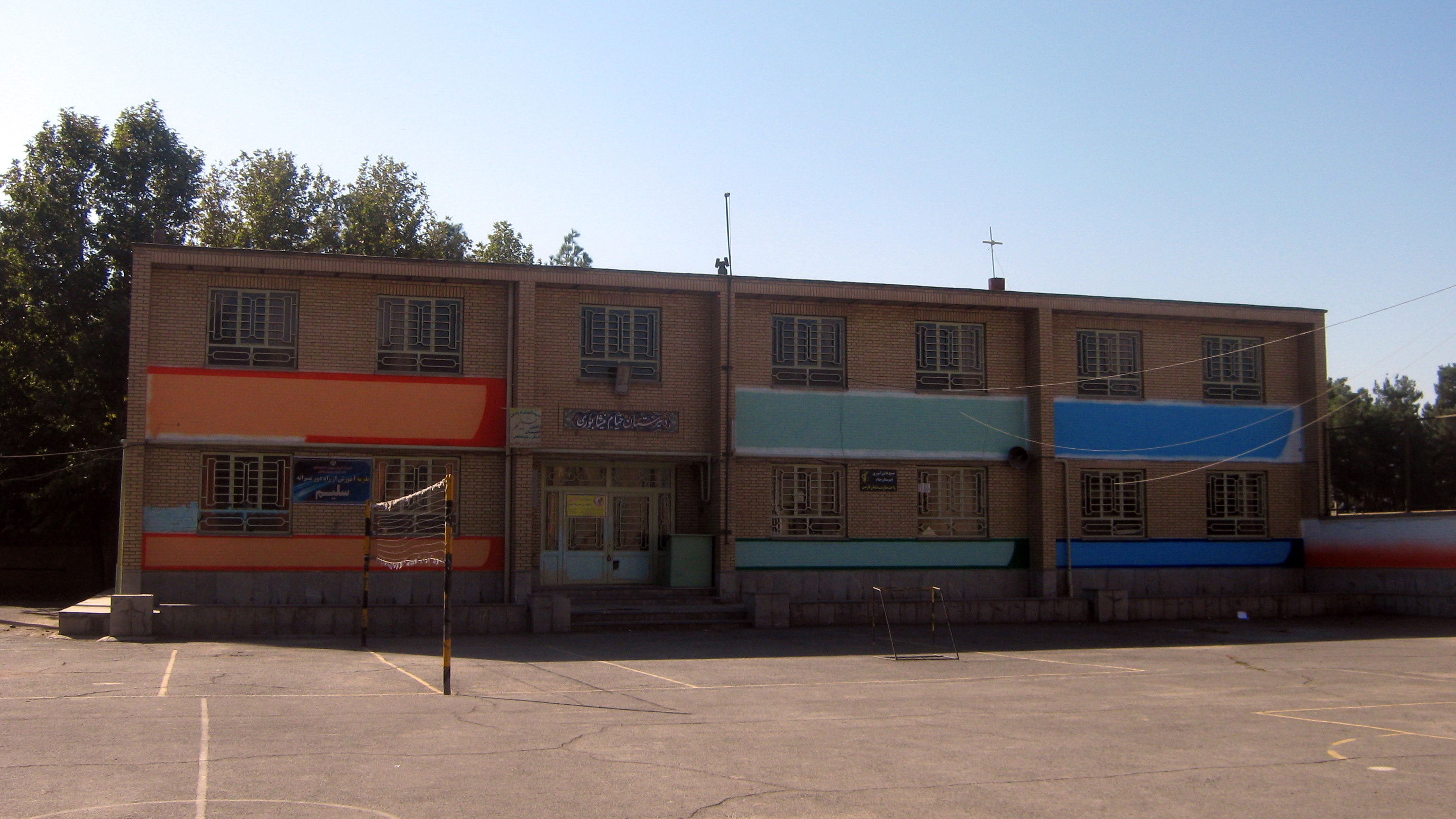
ساختمان جدید دبیرستان